# Малакаль
Малакаль (англ. Malakal) — місто в Південному Судані, столиця штату Верхній Ніл, центр округу Малакаль.

## Історія
У серпні 1970 року в околицях міста впав метеорит-хондрит вагою 2000 грамів, що отримав назву Malakal.
Наприкінці листопада 2006 року в місті сталися сутички між військовими Збройних сил Судану та Народною армією звільнення Судану, у результаті яких близько 150 осіб було вбито і ще кілька сотень поранено. Цей інцидент став найсерйознішим конфліктом між представниками Півночі і Півдня з моменту укладення Найвашської угоди 2005 року про завершення громадянської війни.
На початку лютого 2011 року, за кілька днів до оголошення підсумків референдуму про незалежність Південного Судану, у місті відбулися зіткнення між солдатами федеральної армії Судану, у результаті яких були вбиті кілька військових, а також отримали поранення і мирні жителі. 5 лютого було повідомлено, що, за уточненими даними, під час перестрілки загинули не менше 20 людей, включаючи дітей. Конфлікт стався на ґрунті поділу армійських підрозділів на південні і північні зважаючи на результат південносуданського референдуму, оскільки в дислокованих в Малакалі підрозділах Збройних сил Судану служить багато уродженців Півдня, взятих раніше з ополчення, які проводили бойові операції на стороні Півночі під час громадянської війни, і частина з них відмовилася передислокуватися в північні вілаяти Судану. В ході протистояння стрілянина велася з мінометів і великокаліберних кулеметів. За інформацією представника гуманітарної місії управління Верховного комісара ООН у справах біженців, у результаті даного інциденту, крім суданських військовослужбовців, загинули дві дитини і водій вантажівки.

## Географія
Місто розташоване на березі Білого Нілу, на північ від його впадання в річку Собат.

### Клімат
Місто знаходиться у зоні, котра характеризується кліматом помірних степів та напівпустель. Найтепліший місяць — квітень із середньою температурою 30.6 °C (87 °F). Найхолодніший місяць — липень, із середньою температурою 26.1 °С (79 °F).
| Клімат Малакаля         | Клімат Малакаля | Клімат Малакаля | Клімат Малакаля | Клімат Малакаля | Клімат Малакаля | Клімат Малакаля | Клімат Малакаля | Клімат Малакаля | Клімат Малакаля | Клімат Малакаля | Клімат Малакаля | Клімат Малакаля | Клімат Малакаля |
| Показник                | Січ.            | Лют.            | Бер.            | Квіт.           | Трав.           | Черв.           | Лип.            | Серп.           | Вер.            | Жовт.           | Лист.           | Груд.           | Рік             |
| Абсолютний максимум, °C | 41              | 42              | 43              | 43              | 42              | 41              | 36              | 36              | 37              | 40              | 40              | 40              | 43              |
| Середній максимум, °C   | 35              | 37              | 38              | 38              | 36              | 32              | 31              | 31              | 32              | 33              | 35              | 35              | 35              |
| Середня температура, °C | 26              | 28              | 29              | 30              | 29              | 26              | 26              | 26              | 26              | 27              | 27              | 26              | 28              |
| Середній мінімум, °C    | 18              | 19              | 21              | 23              | 22              | 21              | 21              | 21              | 21              | 21              | 19              | 18              | 21              |
| Абсолютний мінімум, °C  | 11              | 11              | 12              | 15              | 16              | 17              | 16              | 16              | 17              | 17              | 12              | 12              | 11              |
| Норма опадів, мм        | 0               | 0               | 0               | 20              | 90              | 110             | 150             | 160             | 140             | 70              | 0               | 0               | 780             |
| Днів з дощем            | 0               | 0               | 0               | 2               | 7               | 7               | 9               | 10              | 9               | 5               | 0               | 0               | 52              |
| Вологість повітря, %    | 29              | 26              | 26              | 38              | 59              | 71              | 80              | 82              | 84              | 75              | 52              | 36              | 55              |
| ----------------------- | --------------- | --------------- | --------------- | --------------- | --------------- | --------------- | --------------- | --------------- | --------------- | --------------- | --------------- | --------------- | --------------- |
| Джерело: Weatherbase    |                 |                 |                 |                 |                 |                 |                 |                 |                 |                 |                 |                 |                 |

## Населення
Більшість жителів Малакалю є представниками народів дінка, нуер та шіллук, між якими інколи виникають зіткнення на етнічному та соціально-економічному ґрунті.
За оцінками на 2010 рік населення міста становить 139 434 людини.

### Динаміка чисельності
| Рік            | Жителі  |
| -------------- | ------- |
| 1973 (перепис) | 34894   |
| 1983 (перепис) | 33738   |
| 1993 (перепис) | 72000   |
| 2010 (оцінка)  | 139 434 |